# Vaudoise arena
Vaudoise arena (нем. Waadtländer Arena) — многофункциональная арена в Лозанне.
Спортивная арена построена специально для проведения зимних Олимпийских юношеских игр 2020 и к приему Чемпионата Мира по хоккею с шайбой 2020. Открытие состоялось 24 сентября 2019 года.
Арена является домашней площадкой для клуба Швейцарской национальной лиги «ХК Лозанна».

## Крупнейшие спортивные мероприятия
- Зимние юношеские Олимпийские игры 2020 — с 9 по 22 января 2020 года
- Чемпионат мира по хоккею с шайбой — с 8 мая по 24 мая 2020 года[1]